# División de Honor Masculina B de hockey hierba
La División de Honor Masculina B de Hockey Hierba es la segunda categoría del sistema masculino de ligas de hockey sobre hierba de España, siendo inmediatamente inferior a la División de Honor A y por encima de la Primera División.
La organiza la Real Federación Española de Hockey.
Los dos primeros clasificados ascienden a División de Honor A, mientras que los dos últimos clasificados descienden a Primera División. El antepenúltimo disputa una promoción contra el tercer clasificado del campeonato de Primera División. 

## Palmarés
| Temporada | Campeón                                | Subcampeón                            |
| --------- | -------------------------------------- | ------------------------------------- |
| 2002-03   | Fútbol Club Barcelona                  | Club Egara                            |
| 2003-04   | Unión Deportiva Taburiente             | Júnior Fútbol Club                    |
| 2004-05   | Fútbol Club Barcelona                  | Júnior Fútbol Club                    |
| 2005-06   | Caldaria-Barrocás                      | Real Club Jolaseta                    |
| 2006-07   | Real Sociedad de Tenis de la Magdalena | SPV Complutense                       |
| 2007-08   | Valles Deportivo                       | Unión Deportiva Taburiente            |
| 2008-09   | Club Hockey Pozuelo                    | Fútbol Club Barcelona                 |
| 2009-10   | Valles Deportivo                       | Club Hockey Polideportivo Benalmádena |
| 2010-11   | Fútbol Club Barcelona                  | Club Atlético San Sebastián           |
| 2011-12   | Valles Deportivo                       | Júnior Fútbol Club                    |
| 2012-13   | Club Egara                             | Pedralbes HC                          |
| 2013-14   | Terrassa                               | Club Hockey Pozuelo                   |
| 2014-15   | Club Egara                             | Pedralbes HC                          |
| 2015-16   | Pedralbes HC                           | Valles Deportivo                      |
| 2016-17   | Valles Deportivo                       | Club Egara                            |
| 2017-18   | Valles Deportivo                       | Linia 22 Hockey Club                  |
| 2018-19   | SPV Complutense                        | Unión Deportiva Taburiente            |
| 2019-20   | -                                      | -                                     |